# Limata tenuicornis
Limata tenuicornis är en tvåvingeart som först beskrevs av Macquart 1838.  Limata tenuicornis ingår i släktet Limata och familjen bromsar. Inga underarter finns listade i Catalogue of Life.